# 고화 작용
고화 작용(固化作用)은 퇴적물이 굳어져서 퇴적암으로 변하는 과정으로서 압력에 의한 다짐 작용과 교결 작용이 있다.

## 같이 보기
- 속성 작용
- 압력